# Centaurea tuntasia
Centaurea tuntasia là một loài thực vật có hoa trong họ Cúc. Loài này được Heldr. ex Halácsy mô tả khoa học đầu tiên năm 1898.